# 梅雷尔·斯米尔德斯
梅雷尔·斯米尔德斯（荷蘭語：Merel Smulders，1998年1月23日—），荷兰女子自行车运动员，2018年世界小轮车竞速锦标赛女子精英组银牌得主、2020年夏季奥林匹克运动会女子小轮车竞速铜牌得主、2022年世界小轮车竞速锦标赛女子精英组铜牌得主。